# ناميتا ديسوزا
ناميتا دسوزا (من مواليد 26 أبريل 2003م) لاعبة كريكيت هندية المولد تلعب مع منتخب الإمارات العربية المتحدة للكريكيت. في يوليو 2018م تم اختيارها ضمن تشكيلة الإمارات العربية المتحدة للمشاركة في تصفيات بطولة توينتي الدولية للسيدات لعام 2018م. شاركت في بطولة توينتي الدولية للسيدات (WT20I) مع منتخب دولة الإمارات العربية المتحدة ضد تايلاند في تصفيات بطولة توينتي الدولية في 12 يوليو 2018م.
تقدر قيمتها السوقية كلاعبة حالياً بين 1إال 5 ملايين دولار أمريكي.

## روابط خارجية
- ناميتا ديسوزا at ESPNcricinfo  *